# Dymitr Aleksandrow
Dymitr Aleksandrow (ur. 24 sierpnia 1909 w Piotrkowie Trybunalskim, zm. 22 września 1993 w Warszawie) – generał brygady Wojska Polskiego, profesor nauk medycznych, członek rzeczywisty Polskiej Akademii Nauk (od 1976), współtwórca warszawskiej szkoły kardiologicznej, pierwszy Komendant Instytutu Kształcenia Podyplomowego Wojskowej Akademii Medycznej w Warszawie, doktor honoris causa WAM (1978).

## Życiorys
Urodził się 24 sierpnia 1909 r. w Piotrkowie Trybunalskim. Uczęszczał do gimnazjum humanistycznego w Warszawie, gdzie  w 1929 r. zdał maturę. W 1935 r. ukończył studia na Wydziale Lekarskim Uniwersytetu Warszawskiego i uzyskał dyplom lekarza. Po ukończeniu studiów odbył obowiązkową jednoroczną służbę wojskową w Szkole Podchorążych Rezerwy Sanitarnych w Warszawie i w 1936 r. został mianowany podporucznikiem, a następnie trafił do II Kliniki Chorób Wewnętrznych prof. Witolda Orłowskiego, gdzie był pracownikiem naukowo-dydaktycznym.
W czasie kampanii wrześniowej 1939 r. był lekarzem dywizjonowym 3 pułku artylerii lekkiej Legionów. Uczestnik walk pod Odrowążem i Włodzimierzem Wołyńskim. Przez cały czas okupacji niemieckiej pracował w Warszawie, w Klinice Chorób Wewnętrznych. W latach 1940–1945 brał udział w tajnym nauczaniu studentów medycyny zarówno w ramach tajnego Uniwersytetu Warszawskiego i Uniwersytetu Ziem Zachodnich. W czasie powstania warszawskiego niósł pomoc lekarską rannym i chorym powstańcom i cywilom.
Po 1945 roku pozostał w swojej II Klinice jako starszy asystent, doktor medycyny (grudzień 1945), doktor habilitowany (1950), docent po habilitacji (1951) i docent etatowy. Od 1953 r. profesor nadzwyczajny i zarazem kierownik II Kliniki Chorób Wewnętrznych Akademii Medycznej w Warszawie, którą to funkcję sprawował przez 11 lat (do 1964 r.). W tym okresie przez cztery lata pełnił obowiązki prorektora do spraw nauki tej uczelni. W 1957 r. odbył staż naukowy w Stanach Zjednoczonych. W 1964 roku otrzymał nominację na profesora zwyczajnego i powołanie do czynnej służby wojskowej w stopniu pułkownika. Równocześnie został komendantem Instytutu Medycyny Wewnętrznej Centrum Kształcenia Podyplomowego WAM oraz kierownikiem Katedry i Kliniki Chorób Wewnętrznych w 2 Centralnym Szpitalu Klinicznym WAM w Warszawie. Od 1965 r. członek korespondent Polskiej Akademii Nauk Inicjator i organizator powołania Instytutu Kształcenia Podyplomowego WAM w oparciu o 2 CSK WAM w Warszawie. Od 1967 r. do 1971 r. pierwszy Komendant IKP WAM. Od 1967 r. generał brygady, a od 1964 r. naczelny internista WP. Od 1976 r. – członek rzeczywisty Polskiej Akademii Nauk. Autor pierwszego w Polsce podręcznika elektrokardiografii. W 1972 r. otrzymał nagrodę Ministra Obrony Narodowej I stopnia. 19 maja 1984 r. został przeniesiony w stan spoczynku. W 1987 r. wszedł w skład polskiej sekcji ruchu „Emerytowani Generałowie na rzecz Pokoju i Rozbrojenia”.
W pracy naukowej koncentrował się głównie na badaniach nad miażdżycą i chorobą wieńcową oraz ostrymi stanami zagrożenia życia. Autor 124 publikacji, w tym 4 podręczników dla lekarzy (m.in. wielokrotnie wznawiane przez PZWL „Postępowanie w nagłych przypadkach internistycznych” (1980), „Rozpoznawanie chorób serca” (1981, z Wandą Wysznacką-Aleksandrow) i „Intensywna terapia internistyczna (1981)”).
Wypromował 5 profesorów, 14 doktorów habilitowanych i kilkudziesięciu doktorów nauk medycznych. W Instytucie Medycyny Wewnętrznej, którym kierował, ponad dwustu lekarzy zostało przeszkolonych i uzyskało specjalizację I lub II stopnia z chorób wewnętrznych. Był członkiem Rady Głównej Szkolnictwa Wyższego, Centralnej Komisji Kwalifikacyjnej do Spraw Kadr Naukowych przy Prezesie Rady Ministrów, Komitetu Nagród Państwowych, rzeczoznawcą Komisji Chorób Układu Krążenia WHO. Posiadał członkostwo honorowe Towarzystw Kardiologicznych: amerykańskiego, francuskiego, szwedzkiego i polskiego, którego był też członkiem założycielem. W uznaniu zasług dla medycyny, nauki i Uczelni Senat Wojskowej Akademii Medycznej nadał mu godność doktora honoris causa WAM w dniu 1.10.1978 r.
Pochowany na cmentarzu prawosławnym na Woli (kwatera 57-3-22).

## Życie prywatne
Żona – prof. zw. dr hab. Wanda Wysznacka-Aleksandrow (1920–2009), specjalizowała się w kardiologii i chorobach wewnętrznych; autorka i współautorka (wraz z mężem Dymitrem) wielu prac naukowych i podręczników akademickich; w czasie okupacji hitlerowskiej więziona na Pawiaku i w obozie Ravensbrück.

## Ordery i odznaczenia
- Order Sztandaru Pracy I klasy (1974)
- Order Sztandaru Pracy II klasy (1967)
- Krzyż Kawalerski Orderu Odrodzenia Polski (1958)
- Medal „Za udział w wojnie obronnej 1939”
- Medal za Warszawę 1939–1945
- Medal 30-lecia Polski Ludowej
- Srebrny Medal „Siły Zbrojne w Służbie Ojczyzny”
- Medal 10-lecia Polski Ludowej (13 stycznia 1955)[3]
- Złoty Medal „Za zasługi dla obronności kraju”
- Medal Komisji Edukacji Narodowej
- Odznaka tytułu honorowego „Zasłużony Nauczyciel PRL” (1984)
- Odznaka tytułu honorowego „Zasłużony Lekarz PRL” (1979)
- Wpis do „Honorowej Księgi Czynów Żołnierskich” (1973)